# Státní znak Estonska
Státní znak Estonska je tvořen zlatým štítem se třemi, nad sebou umístěnými, modrými lvy s červenými jazyky a stříbrnýma očima. Štít je obklopen věncem ze zlatých dubových ratolestí, malým státním znakem je samotný štít bez ratolestí.
Znak je připomínkou Valdemara II. Dánského, zakladatele středověkého Tallinnu. Proto je podobný dánskému znaku a štít estonského hlavního města je shodný se znakem státním.

Erb Valdemara II. Dánského
Současný dánský státní znak
Znak Tallinnu

## Historie
Po bolševické revoluci (7. listopadu 1917), oddělení Estonska od Ruska (28. listopadu 1917) a vyhlášení nezávislosti (24. února 1918) byl spolu s estonskou vlajkou zaveden (ale až 27. června 1922) i státní znak. Tento znak je užíván opět od roku 1990 do současnosti.
21. června 1940 obsadila sovětská vojska na základě smlouvy s hitlerovským Německem Pobaltí. O den později byla připojena nově vzniklá Estonská sovětská socialistická republika k Sovětskému svazu a po zavedení nove vlajky svazové republiky podle sovětského vzoru (použití dosavadních symbolů bylo zakázáno), byl v říjnu 1940 zaveden i nový znak. Ten tvořil podle sovětského vzoru srp a kladivo (ve zlaté barvě), zkřížené na paprscích vycházejícího slunce. Výjev byl obklopen věncem, heraldicky vpravo větvičkou jehličnatého stromu, vlevo pak obilnými klasy, V dolní části byl věnec převázaný rudou stuhu s bílými hesly Proletáři všech zemí, spojte se! v estonštině (heraldicky vpravo, estonsky Kõigi maade proletaarlased, ühinege!) a ruštině (heraldicky vlevo rusky Пролетарии всех стран, соединяйтесь!) a estonským názvem republiky Eesti NSV (plně Eesti Nõukogude Sotsialistlik Vabariik) v dolní části. Vše zastřešovala rudá, zlatě lemovaná, pěticípá hvězda, symbol komunismu.

Znak Estonské SSR (1940–1990)

Při velkých společenských změnách v Sovětském svazu v druhé polovině 80. let bylo nejprve usnesením Estonského nejvyššího sovětu povoleno 23. června 1988 užívat tradiční estonskou vlajku (charakter státní vlajky však měla i nadále vlajka Estonské SSR). 12. března 1990 vyhlásilo Estonsko svrchovanost v rámci Sovětského svazu. 8. května 1990 byl název země změněn na Estonská republika a byl přijat zákon o státní symbolice. 16. října 1990 byl spolu s vlajkou s konečnou platností uzákoněn i státní znak v podobě z let 1922–1940. 20. srpna 1991 pak byla vyhlášena úplná nezávislost.

## Znaky estonských krajů

Estonské kraje

Estonsko je členěno na 15 krajů (estonsky maakond), které mají své znaky. Tyto znaky jsou též umístěny na vlajkách estonských krajů (vždy bílo-zelená bikolóra, v bílém pruhu příslušný znak). Názvy oblastí jsou na různých mapách uvedeny s koncovkou -maa, označující estonský kraj.

Harjumaa
Hiiumaa
Ida-Virumaa
Järvamaa
Jõgevamaa
Läänemaa
Lääne-Virumaa
Pärnumaa
Põlvamaa
Raplamaa
Saaremaa
Tartumaa
Valgamaa
Viljandimaa
Võrumaa